# Norra Lundby socken
Norra Lundby socken i Västergötland ingick i Valle härad, ingår sedan 1971 i Skara kommun och motsvarar från 2016 Norra Lundby distrikt.
Socknens areal är 24,02 kvadratkilometer varav 23,04 land. År 2000 fanns här 343 invånare. En del av tätorten Axvall samt sockenkyrkan Norra Lundby kyrka ligger i socknen.

## Administrativ historik
Socknen har medeltida ursprung. Före den 1 januari 1886 (ändring enligt beslut den 17 april 1885) var namnet Lundby socken.
Vid kommunreformen 1862 övergick socknens ansvar för de kyrkliga frågorna till Lundby församling och för de borgerliga frågorna bildades Lundby landskommun. Landskommunen uppgick 1952 i Valle landskommun som 1971 uppgick i Skara kommun. Församlingen uppgick 2006 i Varnhems församling som 2018 uppgick i Valle församling.
1 januari 2016 inrättades distriktet Norra Lundby, med samma omfattning som församlingen hade 1999/2000.  
Socknen har tillhört län, fögderier, tingslag och domsagor enligt vad som beskrivs i artikeln Valle härad. De indelta soldaterna tillhörde Skaraborgs regemente, Höjentorps kompani och Västgöta regemente, Vadsbo och Gudhems kompanier.

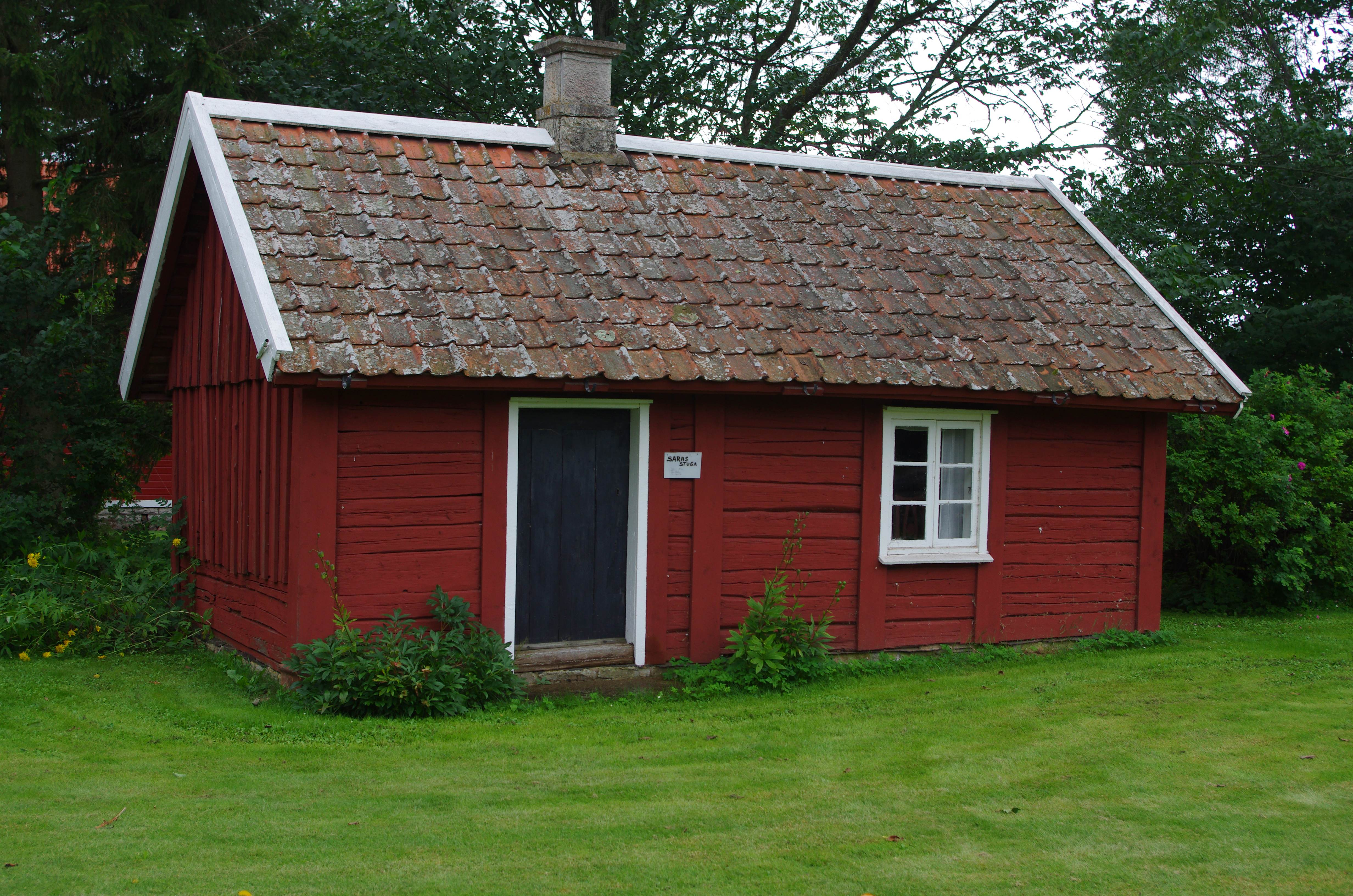
Saras stuga utanför Norra Lundby kyrka.

## Geografi
Norra Lundby socken ligger öster om Skara och på västra sidan av Billingen med Hornborgasjön i sydväst. Socknen är odlingsbygd i väster och skogsbygd på Billingen i öster.

## Fornlämningar
Boplatser, fem gånggrifter och hällkistor från stenåldern är funna. Från bronsåldern finns gravrösen. Från järnåldern finns två gravfält, stensättningar och domarringar. Det största gravfältet kallas Högarna.

## Namnet
Namnet skrevs 1436 Lwndby och kommer från kyrkbyn. Namnet innehåller lund och by, 'gård; by'.